# Георгије Иверски
Преподобни Георгије Иверски је хришћански светитељ. Рођен је у Иверији или Грузији 1014. године као сродник грузијских царева. Стекао је добро класично образовање у детињству, али од малена је тежио духовном животу. Подвизавао се код познатог духовника Георгија у  Црној гори. Одбегао у Свету гору, и наставио подвиг у манастиру Иверу. После неког времена постао је иверски игуман. Помоћу цара Константина Мономаха обновио је манастир Ивер и покрио цркву оловом. Превео је на грузијски језик Свето писмо, Пролог и богослужбене књиге. Цар Баграт позвао га је у Грузију, да учи народ хришћанству што је он и прихватио. У Грузији је свечано је дочекан, и поучавао је свештенство и народ. У старости је пожелео да сконча у Светој гори, али преминуо је на путу до тамо у Цариграду 1067. године. Мошти су му пренете у Ивер. Иако је умро 24. маја (6 јуна), Иверци празнују његов спомен 30. јуна сматрајући га равноапостолним.
Српска православна црква слави га 30. јуна по црквеном, а 13. јула по грегоријанском календару.